# Aeroportul Seinäjoki
Aeroportul Seinäjoki (IATA: SJY, ICAO: EFSI) este un aeroport din Ilmajoki, Ostrobotnia de Sud, Finlanda de Vest și Centrală⁠(d), Finlanda ce deservește zona Seinäjoki. A fost deschis în 1976 și numit după zona deservită.
Situat la o altitudine de 92 m, aeroportul dispune de 1 pistă.

## Infrastructură

### Piste
Aeroportul dispune de o singură pistă. Pista 14/32 are suprafața de asfalt și dimensiunile 2.000 m × 45 m. 